# Denizlispor Kulübü
Il Denizlispor Kulübü, noto semplicemente come Denizlispor, è una società polisportiva con sede a Denizli, in Turchia, e nota soprattutto per la sua sezione calcistica, la quale milita nella TFF 3. Lig, la quarta serie del campionato turco.
Fondata nel maggio del 1966 a Denizli, la squadra di calcio del club indossa divise nero-verdi e gioca le partite casalinghe allo stadio Atatürk di Denizli, impianto da 17 500 posti. Il club è attivo nel calcio, pallavolo, pallacanestro, tennis da tavolo, nuoto, scacchi, pattinaggio su ghiaccio e ginnastica.

## Storia
La società fu fondata il 26 maggio 1966 dalla fusione tra Çelik Yeþilspor Gençlik e Pamukkale Gençlik e ha come simbolo un gallo. Il Denizlispor disputò la prima partita ufficiale l'11 settembre 1966, battendo in trasferta per 3-1 il Beyoğluspor alla prima giornata di campionato di seconda serie. Fu Ati Göksu, al 20º minuto di gioco, a segnare il primo gol del Denizlispor in partite ufficiali. Alla seconda giornata il club sconfisse l'Altındağ per 1-0 in casa, ottenendo la prima vittoria casalinga di sempre. La stagione 1966-1967 si chiuse con il settimo posto finale, mentre le successive tre stagioni in campionato videro il raggiungimento del secondo e del terzo posto.
Nell'annata 1982-1983 la squadra ottenne il primo posto in seconda serie, approdando così in massima divisione. Nel 1983-1984 ottenne il settimo posto, mentre nella stagione seguente il sedicesimo, salvandosi per un solo punto. Seguirono salvezze piuttosto tranquille, fino alla retrocessione in seconda serie del 1987-1988, quando il club dovette soccombere per un solo punto in meno rispetto al Rizespor.
Un posto in massima serie fu ottenuto nuovamente al termine dell'annata 1993-1994, poi una nuova caduta in seconda divisione si registrò al termine del campionato 1996-1997. Il Denizlispor si ripresentò in Süper Lig nella stagione 1999-2000. Memorabili furono i quinti posti ottenuti in massima serie nel 2001-2002 e nel 2003-2004, oltre al sesto posto del 2004-2005. La squadra conta un'apparizione in UEFA nel 2002-2003, dove eliminò Lorient, Sparta Praga e Olympique Lione e cadde agli ottavi di finale contro il Porto poi vincitore del trofeo. La retrocessione in seconda serie giunse al termine della stagione 2009-2010.
Dopo nove stagioni di militanza ininterrotta in TFF 1. Lig, la squadra riottenne un posto in Süper Lig vincendo il campionato di seconda serie nel 2018-2019. Una nuova retrocessione dalla massima serie si verificò al termine della stagione 2020-2021, mentre al termine della stagione 2022-2023 il club retrocesse in terza serie.

## Organico

### Rosa 2021-2022
Aggiornata al 4 ottobre 2021.
| N. |                                 | Ruolo | Calciatore                |
| -- | ------------------------------- | ----- | ------------------------- |
| 1  | Turchia (bandiera)              | P     | Hüseyin Altıntaş          |
| 2  | Portogallo (bandiera)           | D     | Tiago Lopes               |
| 3  | Turchia (bandiera)              | D     | Muhammet Özkal            |
| 5  | Turchia (bandiera)              | C     | Kubilay Aktaş             |
| 6  | Germania (bandiera)             | C     | Marvin Bakalorz           |
| 7  | Colombia (bandiera)             | A     | Hugo Rodallega (capitano) |
| 8  | Polonia (bandiera)              | C     | Radosław Murawski         |
| 9  | Mali (bandiera)                 | A     | Hadi Sacko                |
| 11 | Bosnia ed Erzegovina (bandiera) | A     | Muris Mešanović           |
| 14 | Togo (bandiera)                 | C     | Mathieu Dossevi           |
| 15 | Turchia (bandiera)              | D     | Oğuz Yılmaz               |
| 17 | Iraq (bandiera)                 | C     | Ahmed Yasin               |
| 19 | Turchia (bandiera)              | P     | Cenk Gönen                |
| 20 | Turchia (bandiera)              | C     | Recep Niyaz               |
| 22 | Turchia (bandiera)              | D     | Mustafa Yumlu             |

| N. |                        | Ruolo | Calciatore        |
| -- | ---------------------- | ----- | ----------------- |
| 23 | Turchia (bandiera)     | D     | Sakıb Aytaç       |
| 26 | Turchia (bandiera)     | D     | Görkem Can        |
| 28 | Cile (bandiera)        | A     | Ángelo Sagal      |
| 29 | Romania (bandiera)     | P     | Costel Pantilimon |
| 30 | Tunisia (bandiera)     | D     | Ayman Ben Mohamed |
| 42 | Stati Uniti (bandiera) | C     | Mikkel Diskerud   |
| 55 | Turchia (bandiera)     | D     | Burak Gümüstas    |
| 60 | Turchia (bandiera)     | D     | Özgür Çek         |
| 61 | Turchia (bandiera)     | A     | Ali Yavuz Kol     |
| 70 | Turchia (bandiera)     | C     | Hasan Ayaroğlu    |
| 76 | Turchia (bandiera)     | D     | Özer Özdemir      |
| 77 | Turchia (bandiera)     | D     | Emirhan Kaşcıoğlu |
| 94 | Turchia (bandiera)     | C     | Eren Kıryolcu     |
| 99 | Turchia (bandiera)     | P     | Abdulkadir Sünger |

### Rosa 2020-2021
Aggiornata al 1º marzo 2021.
| N. |                                 | Ruolo | Calciatore                |
| -- | ------------------------------- | ----- | ------------------------- |
| 1  | Turchia (bandiera)              | P     | Hüseyin Altıntaş          |
| 2  | Portogallo (bandiera)           | D     | Tiago Lopes               |
| 3  | Turchia (bandiera)              | D     | Muhammet Özkal            |
| 5  | Turchia (bandiera)              | C     | Kubilay Aktaş             |
| 6  | Germania (bandiera)             | C     | Marvin Bakalorz           |
| 7  | Colombia (bandiera)             | A     | Hugo Rodallega (capitano) |
| 8  | Polonia (bandiera)              | C     | Radosław Murawski         |
| 9  | Mali (bandiera)                 | A     | Hadi Sacko                |
| 11 | Bosnia ed Erzegovina (bandiera) | A     | Muris Mešanović           |
| 14 | Togo (bandiera)                 | C     | Mathieu Dossevi           |
| 15 | Turchia (bandiera)              | D     | Oğuz Yılmaz               |
| 17 | Iraq (bandiera)                 | C     | Ahmed Yasin               |
| 19 | Turchia (bandiera)              | P     | Cenk Gönen                |
| 20 | Turchia (bandiera)              | C     | Recep Niyaz               |
| 22 | Turchia (bandiera)              | D     | Mustafa Yumlu             |
| 23 | Turchia (bandiera)              | D     | Sakıb Aytaç               |

| N. |                        | Ruolo | Calciatore        |
| -- | ---------------------- | ----- | ----------------- |
| 25 | Kosovo (bandiera)      | A     | Veton Tusha       |
| 26 | Turchia (bandiera)     | D     | Görkem Can        |
| 28 | Cile (bandiera)        | A     | Ángelo Sagal      |
| 29 | Romania (bandiera)     | P     | Costel Pantilimon |
| 30 | Tunisia (bandiera)     | D     | Ayman Ben Mohamed |
| 42 | Stati Uniti (bandiera) | C     | Mikkel Diskerud   |
| 55 | Turchia (bandiera)     | D     | Burak Gümüstas    |
| 60 | Turchia (bandiera)     | D     | Özgür Çek         |
| 61 | Turchia (bandiera)     | A     | Ali Yavuz Kol     |
| 70 | Turchia (bandiera)     | C     | Hasan Ayaroğlu    |
| 76 | Turchia (bandiera)     | D     | Özer Özdemir      |
| 77 | Turchia (bandiera)     | D     | Emirhan Kaşcıoğlu |
| 91 | Brasile (bandiera)     | D     | Fabiano           |
| 94 | Turchia (bandiera)     | C     | Eren Kıryolcu     |
| 99 | Turchia (bandiera)     | P     | Abdulkadir Sünger |

### Rosa 2018-2019
Aggiornato al 30 gennaio 2019
| N. |                    | Ruolo | Calciatore        |
| -- | ------------------ | ----- | ----------------- |
| 1  | Turchia (bandiera) | P     | Hüseyin Altıntaş  |
| 3  | Turchia (bandiera) | D     | Alperen Babacan   |
| 4  | Turchia (bandiera) | D     | Taha Can Velioğlu |
| 5  | Turchia (bandiera) | C     | Deniz Vural       |
| 6  | Turchia (bandiera) | D     | Gökhan Süzen      |
| 7  | Turchia (bandiera) | C     | Ziya Alkurt       |
| 8  | Turchia (bandiera) | C     | Cihan Özkaymak    |
| 10 | Marocco (bandiera) | C     | Ismaïl Aissati    |
| 13 | Liberia (bandiera) | A     | Tonia Tisdell     |
| 15 | Turchia (bandiera) | D     | Oğuz Yılmaz       |
| 17 | Turchia (bandiera) | A     | Mehmet Akyüz      |
| 20 | Turchia (bandiera) | C     | Recep Niyaz       |
| 23 | Turchia (bandiera) | D     | Burak Altiparmak  |
| 24 | Turchia (bandiera) | C     | Burak Calik       |
| 27 | Turchia (bandiera) | D     | Furkan Şeker      |

| N. |                        | Ruolo | Calciatore          |
| -- | ---------------------- | ----- | ------------------- |
| 33 | Polonia (bandiera)     | P     | Adam Stachowiak     |
| 39 | Turchia (bandiera)     | D     | Kerem Akyüz         |
| 42 | Turchia (bandiera)     | D     | Abdülkerim Bardakcı |
| 45 | Turchia (bandiera)     | P     | Asil Güler          |
| 46 | Camerun (bandiera)     | C     | Marc Kibong Mbamba  |
| 71 | Turchia (bandiera)     | C     | Muhammed Ertürk     |
| 77 | Turchia (bandiera)     | C     | Asım Aksungur       |
| 88 | Turchia (bandiera)     | C     | Mustafa Özgür       |
| 90 | Nigeria (bandiera)     | A     | Olanrewaju Kehinde  |
| 96 | Turchia (bandiera)     | D     | Kadir Kurt          |
| 98 | Turchia (bandiera)     | D     | Yunus Teke          |
| 99 | Turchia (bandiera)     | A     | Seddar Karaman      |
|    | Algeria (bandiera)     | C     | Idir Ouali          |
|    | Paesi Bassi (bandiera) | A     | Bilal Ould-Chikh    |

### Rosa 2017-2018
| N. |                        | Ruolo | Calciatore          |
| -- | ---------------------- | ----- | ------------------- |
| 1  | Turchia (bandiera)     | P     | Hüseyin Altıntaş    |
| 3  | Turchia (bandiera)     | D     | Batıcan Aday        |
| 4  | Turchia (bandiera)     | D     | Taha Can Velioğlu   |
| 5  | Turchia (bandiera)     | D     | Ömer Kulga          |
| 6  | Turchia (bandiera)     | C     | Veli Acar           |
| 7  | Turchia (bandiera)     | C     | Ziya Alkurt         |
| 8  | Turchia (bandiera)     | C     | Cihan Özkaymak      |
| 9  | Germania (bandiera)    | A     | Yasin Ozan          |
| 10 | Brasile (bandiera)     | C     | André Moritz        |
| 11 | Paesi Bassi (bandiera) | C     | Leandro Kappel      |
| 12 | Turchia (bandiera)     | P     | Ali Riza Cetinel    |
| 14 | Turchia (bandiera)     | A     | Ramazan Tarik Ergut |
| 15 | Turchia (bandiera)     | C     | Atakan Üner         |
| 20 | Turchia (bandiera)     | A     | Şevki Çınar         |

| N. |                         | Ruolo | Calciatore       |
| -- | ----------------------- | ----- | ---------------- |
| 22 | Turchia (bandiera)      | D     | Burak Altıparmak |
| 23 | Azerbaigian (bandiera)  | C     | İlter Taşkın     |
| 24 | Turchia (bandiera)      | C     | Anil Tasdemir    |
| 27 | Sierra Leone (bandiera) | C     | Alfred Sankoh    |
| 29 | Turchia (bandiera)      | D     | Cenk Güvenç      |
| 39 | Turchia (bandiera)      | D     | Kerem Can Akyüz  |
| 41 | Turchia (bandiera)      | C     | Alperen Yazici   |
| 42 | Turchia (bandiera)      | C     | Berkan Afşarlı   |
| 45 | Turchia (bandiera)      | P     | Asil Güler       |
| 52 | Turchia (bandiera)      | C     | Barış Örücü      |
| 61 | Turchia (bandiera)      | P     | Zeki Ayvaz       |
| 71 | Turchia (bandiera)      | D     | Emre Sağlık      |
| 97 | Turchia (bandiera)      | C     | Sefik Can Erel   |

### Rosa 2015-2016
| N. |                               | Ruolo | Calciatore                |
| -- | ----------------------------- | ----- | ------------------------- |
| 1  | Turchia (bandiera)            | P     | Ozan Evrim Özenç          |
| 2  | Azerbaigian (bandiera)        | D     | Rail Məlikov              |
| 6  | Turchia (bandiera)            | C     | Yusuf Emre Kasal          |
| 10 | Iraq (bandiera)               | A     | Anmar Almubaraki          |
| 11 | Turchia (bandiera)            | C     | Veli Acar                 |
| 12 | Turchia (bandiera)            | A     | Üstün Bilgi               |
| 16 | Turchia (bandiera)            | D     | Berkay Can Değirmencioğlu |
| 20 | Macedonia del Nord (bandiera) | A     | Bajram Fetai              |
| 22 | Turchia (bandiera)            | D     | Kemal Keçeci              |
| 26 | Turchia (bandiera)            | P     | İsmail Şahmalı            |
| 27 | Turchia (bandiera)            | C     | Ömer Kandemir             |
| 28 | Turchia (bandiera)            | C     | Mert Çakar                |
| 30 | Nigeria (bandiera)            | A     | Kingsley Nwankwo          |
| 34 | Turchia (bandiera)            | D     | Bilal Niyaz               |
| 35 | Turchia (bandiera)            | C     | İsmail Haktan Odabaşı     |
| 36 | Camerun (bandiera)            | A     | Ariel Ngueukam            |

| N. |                        | Ruolo | Calciatore              |
| -- | ---------------------- | ----- | ----------------------- |
| 41 | Turchia (bandiera)     | C     | Onur Alkan              |
| 50 | Turchia (bandiera)     | D     | Hasan Demir             |
| 53 | Turchia (bandiera)     | D     | Süleyman Çelikyurt      |
| 54 | Turchia (bandiera)     | C     | Yasin Görkem Arslan     |
| 55 | Inghilterra (bandiera) | C     | Berat Jonathan Ustabaşı |
| 60 | Turchia (bandiera)     | D     | Ahmet Burak Solakel     |
| 70 | Azerbaigian (bandiera) | C     | Arif İsayev             |
| 77 | Turchia (bandiera)     | C     | Hüseyin Atalay          |
| 85 | Turchia (bandiera)     | C     | Ömer Gebeşçi            |
| 86 | Turchia (bandiera)     | D     | Atahan Menekşe          |
| 89 | Turchia (bandiera)     | C     | Muhammed Bulut          |
| 90 | Turchia (bandiera)     | P     | Umut Kaya               |
| 94 | Turchia (bandiera)     | C     | Fatih Soyatik           |
|    | Turchia (bandiera)     | D     | Mustafa Güngör          |

### Rosa 2012-2013
| N. |                               | Ruolo | Calciatore                |
| -- | ----------------------------- | ----- | ------------------------- |
| 1  | Turchia (bandiera)            | P     | Ozan Evrim Özenç          |
| 2  | Azerbaigian (bandiera)        | D     | Rail Məlikov              |
| 6  | Turchia (bandiera)            | C     | Yusuf Emre Kasal          |
| 11 | Turchia (bandiera)            | C     | Veli Acar                 |
| 12 | Turchia (bandiera)            | A     | Üstün Bilgi               |
| 16 | Turchia (bandiera)            | D     | Berkay Can Değirmencioğlu |
| 20 | Macedonia del Nord (bandiera) | A     | Bajram Fetai              |
| 22 | Turchia (bandiera)            | D     | Kemal Keçeci              |
| 26 | Turchia (bandiera)            | P     | İsmail Şahmalı            |
| 27 | Turchia (bandiera)            | C     | Ömer Kandemir             |
| 28 | Turchia (bandiera)            | C     | Mert Çakar                |
| 30 | Nigeria (bandiera)            | A     | Kingsley Nwankwo          |
| 34 | Turchia (bandiera)            | D     | Bilal Niyaz               |
| 35 | Turchia (bandiera)            | C     | İsmail Haktan Odabaşı     |
| 36 | Camerun (bandiera)            | A     | Ariel Ngueukam            |

| N. |                        | Ruolo | Calciatore              |
| -- | ---------------------- | ----- | ----------------------- |
| 41 | Turchia (bandiera)     | C     | Onur Alkan              |
| 50 | Turchia (bandiera)     | D     | Hasan Demir             |
| 53 | Turchia (bandiera)     | D     | Süleyman Çelikyurt      |
| 54 | Turchia (bandiera)     | C     | Yasin Görkem Arslan     |
| 55 | Inghilterra (bandiera) | C     | Berat Jonathan Ustabaşı |
| 60 | Turchia (bandiera)     | D     | Ahmet Burak Solakel     |
| 70 | Azerbaigian (bandiera) | C     | Arif İsayev             |
| 77 | Turchia (bandiera)     | C     | Hüseyin Atalay          |
| 85 | Turchia (bandiera)     | C     | Ömer Gebeşçi            |
| 86 | Turchia (bandiera)     | D     | Atahan Menekşe          |
| 89 | Turchia (bandiera)     | C     | Muhammed Bulut          |
| 90 | Turchia (bandiera)     | P     | Umut Kaya               |
| 94 | Turchia (bandiera)     | C     | Fatih Soyatik           |
|    | Turchia (bandiera)     | D     | Mustafa Güngör          |

## Cronistoria recente
| Stagione | Camp. | Pos. | I. | V  | P  | S  | GF | GS | P  | CT | Europa | Europa           | Manager                     |
| -------- | ----- | ---- | -- | -- | -- | -- | -- | -- | -- | -- | ------ | ---------------- | --------------------------- |
| 1999/00  | SL    | 8    | 34 | 13 | 8  | 13 | 55 | 57 | 47 |    |        |                  | Ersun Yanal                 |
| 2000/01  | SL    | 11   | 34 | 12 | 9  | 13 | 53 | 56 | 45 |    |        |                  | Yılmaz Vural / Tevfik Lav   |
| 2001/02  | SL    | 5    | 34 | 12 | 12 | 10 | 65 | 52 | 48 |    | CI     | 1º turno         | Riza Çalimbay               |
| 2002/03  | SL    | 10   | 34 | 10 | 10 | 14 | 37 | 42 | 40 |    | CU     | 4º turno         | Riza Çalimbay / Giray Bulak |
| 2003/04  | SL    | 5    | 34 | 17 | 4  | 13 | 52 | 43 | 55 |    |        |                  | Giray Bulak                 |
| 2004/05  | SL    | 6    | 34 | 13 | 10 | 11 | 46 | 45 | 49 |    |        |                  | Giray Bulak                 |
| 2005/06  | SL    | 15   | 34 | 9  | 10 | 15 | 41 | 50 | 37 |    |        |                  | Nurullah Saglam             |
| 2006/07  | SL    | 14   | 34 | 9  | 14 | 11 | 33 | 40 | 41 |    |        |                  | Guvenc Kurtar               |
| 2007/08  | SL    | 7    | 34 | 13 | 6  | 15 | 48 | 48 | 45 |    |        |                  | Guvenc Kurtar               |
| 2008/09  | SL    |      |    |    |    |    |    |    |    |    |        | Quarti di finale | Ali Yalçın / Ümit Kayıhan   |

Last updated: 21 July 2008
Camp. = Campionato;SL = Super League; Pos. = Posizione; I = Incontri giocati; V = Vittorie; P = Pareggi; S = Sconfitte; GF = Gol Fatti; GS = Gol Subiti; P = Punti
UCL = UEFA Champions League; CI= Coppa Intertoto; CT = Coppa di Turchia.

## Presidenti
- Dr. Samim Gök (1965-1967)
- Ahmet Bahan (1967-1967)
- Turan Bahadır (1968-1969)
- Ali Dartanel (1969-1970)
- Halil Narin (1969-1970)
- Ali Dartanel (1970-1971)
- Rafet Tavaslıoğlu (1970-1971)
- Turan Bahadır (1971-1972)
- Halil Narin (1971-1972)
- Ali Dartanel (1972-1973)
- İhsan Ölçer (1972-1973)
- Necati Dalaman (1973-1974)
- Hasan Gönüllü (1974-1975)
- Mehmet Sevil (1975-1976)
- İhsan Ölçer (1976-1977)
- Yılmaz Kandemir (1976-1977)
- Kemal Bağbaşlıoglu (1976-1978)
- Samim Gök (1978-1979)
- Nail Yıldız (1978-1979)
- Samim Gök (1978-1979)
- Nail Yıldız (1979-1980)
- Mehmet Eskicioğlu (1980-1981)
- Nail Yıldız (1980-1981)
- Selami Damgacı (1980-1981)
- Ahmet Dardar (1981-1984)
- Ali Dartanel (1983-1984)
- Ahmet Dardar (1984-1987)
- Ali Baysal (1986-1990)
- Ali İpek (1990-1991)
- Ahmet Dardar (1991-1993)
- Ali Marım (1993-1999)
- Selami Urhan (1999-2000)
- Mustafa Baysal (2000-2003)
- Zafer Katrancı (2003-2005)
- Ali İpek (2005-2010)
- Mehmet Özsoy (2010-2011)
- Salih Amiroğlu (2010-2011)
- Hasan Kıbrıslıoğlu (2011-2011)
- Yurdal Duman  (2011-2012)
- Süleyman Urkay (2012-2013)
- Mehmet Özsoy  (2013-2014)
- Hasan Kıbrıslıoğlu  (2014-2015)
- Mustafa Şavluk  (2015-2016)
- Süleyman Urkay  (2016-2018)
- Ali Çetin (2018-oggi)

## Allenatori
- Altan Santepe (1966-69)
- Kadri Aytaç (1969-70)[3][4]
- Doğan Emültay (1970-72)
- İnanç Toker (1972-73)
- İsmail Kurt (1973-74)
- Melih Garipler (1974-75)
- Seracettin Kırklar (1975-76)
- İnanç Toker (1976-77)
- Şükrü Ersoy (1977-78)
- Melih Garipler (1978-79)
- Mustafa Özkula (1979-81)
- Refik Özvardar (1981-82)
- Halil Güngördü (1982-83)
- Doğan Andaç (1982-83)
- Nevzat Güzelırmak (1983-85)
- Ilie Datcu (1985)
- Özkan Sümer (1985-86)
- Nihat Atmaca (1986-87)
- Zeynel Soyuer (1987-88)
- Fethi Demircan (1988-89)
- Nihat Atacan (1989-90)
- Bülent Ünder (1990-91)
- Behzat Çınar (1991-92)
- Melih Garipler (1991-92)
- Ilker Küçük (1992-93)
- Gündüz Tekin Onay (1992-93)
- Ömer Kaner (1993-94)
- Ümit Kayıhan (1994-96)
- Behzat Çınar (1996-97)
- Melih Garipler (1996-97)
- Raşit Çetiner (1997-98)
- Ersun Yanal  (1998-2000)
- Tevfik Lav (2000-01)
- Yılmaz Vural (2000-01)
- Sakıp Özberk (2001-02)
- Rıza Çalımbay (2001-03)
- Giray Bulak (2003-05)
- Nurullah Sağlam (2006)
- Faruk Hadžibegić (2006)
- Güvenç Kurtar (2006-08)
- Ali Yalçın (2008)
- Ümit Kayıhan (2008-09)
- Mesut Bakkal (2009)
- Erhan Altın (2009)
- Nurullah Sağlam (2009)
- Hakan Kutlu (2009-10)
- Hamza Hamzaoğlu (2010-11)
- Güvenç Kurtar (2011)
- Serhat Güller (2011)
- Osman Özköylü (2011-12)
- Engin İpekoğlu (2012)
- Yusuf Şimşek (2012-13)
- Özcan Bizati (2013)
- Serdar Dayat (2013)
- Ümit Turmuş (2013)
- Özcan Bizati (2013-15)
- Engin İpekoğlu (2015)
- Mehmet Altıparmak (2015)
- Ali Yalcin (2015-16)
- Koray Palaz (2016)
- Selahattin Dervent (2016)
- Ali Tandoğan (2016-17)
- Ali Yalcin (2017)
- Yusuf Şimşek (2017)
- Reha Erginer (2017-18)
- Fatih Tekke (2018)
- Osman Özköylü (2018)
- Yücel Ildiz (2018-19)
- Mehmet Özdilek (2019-20)
- Robert Prosinečki (2020)
- Yalçın Koşukavak (2020-21)
- Hakan Kutlu (2021)
- Ali Tandoğan (2021-oggi)

## Palmarès

### Competizioni nazionali
- TFF 1. Lig: 1

2018-2019

### Altri piazzamenti
- Coppa di Turchia:

Semifinalista: 1984-1985, 2001-2002, 2004-2005, 2005-2006
- TFF 1. Lig: 1

Secondo posto: 1993-1994, 1998-1999
Terzo posto: 1997-1998

## Statistiche e record

### Statistiche nelle competizioni UEFA
Tabella aggiornata alla fine della stagione 2018-2019.
| Competizione                  | Partecipazioni | G | V | N | P | RF | RS |
| ----------------------------- | -------------- | - | - | - | - | -- | -- |
| Coppa UEFA/UEFA Europa League | 1              | 8 | 3 | 2 | 3 | 9  | 12 |
| Coppa Intertoto               | 1              | 2 | 0 | 0 | 2 | 3  | 6  |